# Wolfgang Stumme
Wolfgang Stumme (* 1910 in Züllichau; † 1994 in Essen), Pseudonym Hans Helmut, war sowohl in der Zeit des Nationalsozialismus als auch in der Bundesrepublik ein deutscher Musikfunktionär, Autor und Komponist.

## Leben
Stumme kam ursprünglich aus der Jugendmusikbewegung. Er hatte unter Fritz Jöde an einem einjährigen Lehrgang für Volks- und Jugendmusikpflege teilgenommen. Stumme trat 1933 in die Hitlerjugend ein und brachte es bis 1944 zum Hauptbannführer. Er war von 1934 bis 1936 beim Deutschlandsender in Berlin als Sachbearbeiter sowie als Referent beim Hauptamt Musik im Kulturamt der Reichsjugendführung unter Baldur von Schirach tätig. Am 1. Mai 1937 trat Stumme in die NSDAP ein (Mitglieds-Nr. 5.009.988). Stumme wurde Abteilungsleiter der Reichsmusikkammer und schließlich im Zweiten Weltkrieg leitete er das Amt Musik in der Reichspropagandaleitung der NSDAP. In zahlreichen Schriften betrieb Stumme scharfe nationalsozialistische Propaganda und antisemitische Hetze.
Im Januar 1943 hielt Stumme auf einer Arbeitstagung der HJ in Graz einen Vortrag zum Thema Musikerziehung der Hitler-Jugend: „Wenn auch während des Krieges unermüdlich an der Erhaltung, Sicherung un Mehrung unseres Volkstums gearbeitet werde, sei ein Beitrag geleistet, um jedem Deutschen jene Kraft des Herzens zu geben, die ihn unüberwindlich gegen alle zersetzenden Angriffe des Feindes mache. Die einzelnen Stämme und Gaue könnten, mitschaffend an der Neubildung und Belebung des gesamten deutsche Volks- und Brauchtums, die ewige Einheit Großdeutschlands sichern helfen.“ 1944 erschien in zweiter Auflage der von Stumme herausgegebene Sammelband Musik im Volk mit Beiträgen zahlreicher NS-Musikfunktionäre, die nach 1945, wie Stumme, schnell wieder Karriere machten, u. a. Wilhelm Ehmann, Felix Oberborbeck, Wilhelm Twittenhoff, Franz Bösken, Richard Eichenauer, Ernst-Lothar von Knorr oder Gotthold Frotscher.
Nach dem Weltkrieg war er zunächst wieder im jugendbewegten Freideutschen Kreis aktiv. Er erkannte seine Schuld und gestand sie ein. In den 1950er Jahren übernahm er eine Jugendmusikschule und wurde 1964 Dozent an der Folkwang Schule in Essen. Bekannt wurde er als Verfasser eines Weihnachtsbuches mit Bildern von Ilse Kollmann-Gümmer, das zunächst 1945 erschien und 1983 rechtswidrig von einem Kleinverlag nachgedruckt wurde.
Auch nach 1945 blieb Stumme in engem Kontakt mit ehemaligen NS-Musikfunktionären. So traf er regelmäßig den ehemaligen Leiter der unter den Nationalsozialisten gegründeten Hochschule für Musikerziehung Graz-Eggenberg, Felix Oberborbeck (NSDAP-Mitglied seit 1933). Stumme hielt auch die Festrede anlässlich des Konzerts zu Oberborbecks 70. Geburtstag. Darin versucht er ein unpolitisches Bild des NS-Musikfunktionärs Oberborbeck zu entwerfen: „In vielen Traditionen eingebunden, frei von den Ideologien des letzten Halbjahrhundert, ...“ seien „extremistische Positionen“ nie Oberborbecks Sache gewesen. Posthum gab Stumme 1972 im Verlag Schott, Mainz, Aufsätze und Vorträge zur Musik von Wilhelm Twittenhoff (NSDAP-Mitglied seit 1937) heraus.

## Zitat
„Es gilt, die Kunstverwirrung in Inhalt und Form des letzten Jahrzehnts, in deren Auswirkungen wir heute noch stehen durch das Heranziehen körperlich und geistig gesunder und schöpferischer Menschen zu beseitigen: Die Musik des Gehirns wird keinen Einfluß mehr auf die Jugend haben können. Aus wahrhaft tief empfindender Seele und Gemüt entspringende Kunst wird es sein, die auch unserem Schaffen heute ein neues Gesicht gibt.“ (Stumme, 1936)

## Werke (Auswahl)
- Was der Führer der Einheit vom Singen wissen muß; Kallmeyer, Wolfenbüttel, Berlin, 1937
- Unser Liederbuch: Lieder der Hitler-Jugend, 1939
- Musik im Volk, 1939
- Wir singen zu Weihnachten, Hauptkulturamt der Reichspropagandaleitung der NSDAP
- Bald nun ist Weihnachtszeit mit Bildern von Ilse Kollmann-Gümmer; Kallmeyer, Wolfenbüttel, Berlin, 1945
- Über Improvisitation, Schott, Mainz, London, New York, 1973
- Unser Kind geht zur Musikschule, Schott, Mainz, London, New York, 1976